# Personaggi di Accel World
In questa voce sono presenti tutti i personaggi rilevanti che appaiono nella serie di light novel Accel World di Reki Kawahara.

## Nega Nebulus (Legione Nera)

### Haruyuki Arita
Haruyuki Arita (有田 春雪?, Arita Haruyuki) / Silver Crow (シルバー・クロウ?, Sirubā Kurou)
Doppiato da: Yūki Kaji
Protagonista maschile della serie. Altresì conosciuto come Haru dai suoi amici più cari, è un ragazzo basso e grassoccio dotato di scarsa autostima sino al giorno in cui incontra Kuroyukihime. Anche se è generalmente intelligente e attento durante la vita quotidiana, Haru tende ad essere avventato quando si tratta di proteggere Kuroyukihime. Vede quest'ultima sia come una mentore che come un'amica ed è la ragazza di cui si è innamorato, tutti elementi che lo hanno portato a provare un grande rispetto e la totale lealtà verso di lei e la sua fazione. Il suo avatar non accelerato è un maialino rosa che gli è stato originariamente imposto da un bullo e che non cambia poiché Kuroyukihime lo trova "carino". Ad Akihabara Blood Leopard gli dà un altro avatar per collegarsi, assumendo la forma di una piccola lucertola rosa. Il suo compleanno è il 23 aprile 2033.
L'avatar di Haru in Brain Burst, Silver Crow, ha un'armatura metallica slanciata e sottile, completamente priva di qualsiasi arma, cosa che costringe Haru a combattere a mani nude. Il suo avatar è stato creato dai suoi desideri di essere più magro e di volare via nel cielo per sfuggire alla sua miserabile vita. L'avatar possiede una bocca sotto la visiera, la quale permette a Silver Crow di mangiare nel mondo di gioco. È il primo e unico avatar in grado di volare, liberando un paio di ali sulla sua schiena quando viene attivata la sua abilità speciale. Mancando sia di forza fisica che di capacità difensive, nei combattimenti Silver Crow si basa sulla velocità e sui riflessi. La mossa finale di base di Silver Crow è una normale testata, di solito inefficace nella maggior parte delle circostanze. Quando Haru impara come utilizzare il Sistema d'Incarnazione per concentrare la sua forza di volontà, egli ottiene l'abilità di creare lame di energia dai bracciali sugli avambracci di Silver Crow, una tecnica che chiama "Spada Laser". Silver Crow è attualmente in possesso dell'Armamento Avanzato Armatura del Disastro, il che significa che diventerà il prossimo Chrome Disaster se cederà completamente alla rabbia e abuserà del Sistema d'Incarnazione.

### Kuroyukihime
Kuroyukihime (黒雪姫? lett. Principessa Neraneve) / Black Lotus (ブラック・ロータス?, Burakku Rōtasu)
Doppiata da: Sachika Misawa
Protagonista femminile della serie e capo della legione Nega Nebulus, il suo vero nome è sconosciuto (anche se Sky Raker si riferisce a lei col soprannome 'Sacchan' ed anche Silver Crow inizia a chiamarla per nome dicendo "S...", ma si interrompe per mancanza di coraggio). Il suo pseudonimo è un gioco di parole legato a Biancaneve, in giapponese "Shiroyukihime" (白雪姫? lett. "Principessa Biancaneve"). Bellissima e popolare, è anche la vicepresidente del consiglio studentesco della Scuola Media Umesato. È stata una Burst Linker sin da quando aveva 8 anni. Kuroyukihime era ufficialmente conosciuta come il Re Nero, ma in seguito fu costretta a nascondersi dopo aver decapitato il primo Re Rosso, Red Rider, mentre provava a sconfiggere tutti gli altri re per raggiungere il livello 10. Kuroyukihime, considerà il patto di non aggressione dei re una mera sciochezza, considerandoli solo degli egoisti e presuntuosi, che vogliono nascondere la verità sul fatto che tutti loro hanno distrutto centinaia di Burst Linker per raggiungere il livello 9, e che fermarsi ora senza più combattere per raggiungere il livello 10, sarebbe insensato. Considera Haru più che un semplice subordinato e spesso rappresenta la voce della ragione per lui quando questi ha intenzione di tentare l'impossibile pur di difenderla. Prima del suo ricovero in ospedale, confessa ad Haru di essere innamorata di lui. Il suo avatar non accelerato è la se stessa del mondo reale vestita di nero con delle ali da farfalla rosse e nere. In base alla sua tessera falsificata, mostrata nell'episodio 9, sembra essere nata il 30 settembre 2032. Nell'anime, alla fine dell'episodio 5, confida ad Haru il proprio nome, ma l'episodio termina prima che lo si possa sentire.
Il suo avatar in Brain Burst è Black Lotus, altresì conosciuto come "Fine del Mondo", un robot slanciato dalla forma femminile che al posto degli arti ha delle lame affilate. Queste armi tagliano qualsiasi cosa le tocchi all'istante a causa della "Proprietà Tagliente Assoluta", che ha l'effetto secondario di rimuovere permanentemente qualsiasi cosa tagliata da un avatar avversario. Tuttavia le lame hanno una parte laterale fragile che si rompe dopo aver ricevuto troppo danno. Per compensare questa debolezza, Kuroyukihime ha sviluppato una tecnica che chiama Soft Act. Black Lotus ha tre abilità speciali: "Death by Barraging", "Death by Embracing", che ha usato su Red Rider, e infine "Death by Piercing", un attacco diretto letale. Possiede anche due abilità del sistema d'incarnazione: Vorpal Strike e Star Burst Stream. Lotus mostra anche un'abilità chiamata Overdrive: Mode Green, che cambia il colore delle parti viola del suo corpo in grigio e aumenta la sua velocità e potenza d'attacco per un periodo di tempo limitato. Non avendo i piedi, Black Lotus si libra leggermente sul terreno tramite dei getti d'aria sulle gambe, con i quali le è possibile raggiungere velocità incredibili. Kuroyukihime definisce il suo avatar "la bruttezza in persona", ma per Haru è l'esatto contrario.

### Takumu Mayuzumi
Takumu Mayuzumi (黛 拓武?, Mayuzumi Takumu) / Cyan Pile (シアン・パイル?, Shian Pairu)
Doppiato da: Shintarō Asanuma
Amico d'infanzia di Haru e fidanzato di Chiyuri, soprannominato "Taku"e"Takkun"da chiyu con cui si riferisce col soprannome Chii-Chan. Essendo intelligente e atletico, frequenta una scuola prestigiosa. Il suo avatar non accelerato è un uomo di latta. Inizialmente abusa dei riflessi potenziati che ottiene mentre accelerato per avere un vantaggio nei tornei di kendō che frequenta nella vita reale. In più, due mesi prima dell'inizio della serie, inizia ad attaccare Kuroyukihime, apparentemente a conoscenza della sua identità di Black Lotus, per convincere i suoi compagni della Legione Blu che non è inutile. Dopo che la stessa viene portata in ospedale, Takumu prova ad aggredirla, ma viene fermato da Haru che lo sfida. Haru dimostra nel mondo accelerato di essere molto più forte di lui mettendolo alle strette trascinandolo con lui in cielo. Takumu comprende infine di essere stato egoista e presuntuoso con Haru e per fare ammenda decide di buttarsi, consapevole che con questo sarebbe stato disinstallato dal mondo accelerato per sempre poiché i suoi punti erano quasi a zero. Haru lo afferra all'ultimo momento, convincendolo ad abbandonare la legione blu poiché lì considerato un inetto e lo invita ad unire le forze. È come un mentore per Haru a causa della sua conoscenza avanzata del Mondo Accelerato. Dopo essere entrato nei Nega Nebulus, si trasferisce alla Scuola Media Umesato e inizia ad indossare degli occhiali nonostante l'abilità del Neuro-Linker di correggere i problemi visivi, desiderando vedere il mondo attraverso i propri occhi. Takumu è stato soggetto di bullismo alle scuole elementari, riportando una cicatrice sul collo durante le percosse ricevute dalla squadra di kendo. È nato il 2 aprile 2033.
Il suo avatar in Brain Burst, Cyan Pile, indossa una grande armatura che ricorda quella di un cavaliere. La sua arma primaria è un Armamento Avanzato a forma di battipalo montato sull'avambraccio destro, la quale è capace di estendere la sua punta fino a distanze incredibili. Una volta imparato il Sistema d'Incarnazione, Takumu ottiene l'abilità di trasformarla in un'enorme spada, che egli chiama "Cyan Blade". Cyan Pile ha anche accesso allo Splash Stinger, una serie di armi ad aghi nascoste sotto la corazza. La mossa speciale di Cyan Pile è "Lightning Cyan Spike", che ricarica il battipalo con energia elettrica prima di far fuoco.

### Chiyuri Kurashima
Chiyuri Kurashima (倉嶋 千百合?, Kurashima Chiyuri) / Lime Bell (ライム・ベル?, Raimu Beru)
Doppiata da: Aki Toyosaki
Amica d'infanzia di Haru e Takumu. Anche se è fidanzata con Takumu, si preoccupa molto anche per Haru. All'inizio della serie cerca di stare il più vicino ad Haru per aiutarlo, venendo tuttavia respinta aspramente da quest'ultimo il quale non sopporta di essere compatito. Ciò fa soffrire molto Chiyuri in quanto dall'inizio delle medie sia cambiato. Quando compare Kuroyukihime che si definisce la ragazza di Haru ciò causa subito antipatia verso Chiyuri, il quale lei ha risolto all'istante tutti i suoi problemi mentre Chiyuri per quanto ci provasse non fu in grado di farlo. Invitando Haru a casa sua, Chiyuri triste e risentita commenta di come lui si sia allontanato da lei trattandola con freddezza, rammentando come da piccoli si erano promessi di rimanere sempre amici. Haru replica che non possono rimanere bambini per sempre, e ora che Chiyuri si è fidanzata con il loro amico Takumu, Haru non sopporta di sentirsi un terzo incomodo e che anche lui vuole avere qualcosa che lo contraddistingue dagli altri. Chiyuri comprende infine che aveva paura di perdere Haru, e sapendo che si è messo con Kuroyukihime non c'è più bisogno che lei si preoccupi per lui. Nonostante tutto questo Haru, Tukumu e Chiyuri tornano finalmente tutti insieme. Il suo avatar non accelerato è una catgirl. Dopo che Takumu e Haru le dicono la verità e le parlano del Mondo Accelerato, Chiyuri chiede il programma per sé, con l'intenzione di mostrare ai suoi amici come si può godere il gioco senza prenderlo troppo sul serio. Il suo obiettivo principale come Burst Linker è rafforzare l'amicizia una volta condivisa tra lei, Taku e Haru, temendo che il gioco possa allontanarli. Kuroyukihime si chiede se è abbastanza forte dal punto di vista mentale e psicologico per usare Brain Burst, ma il gruppo alla fine accetta e le dà il programma. Con grande sorpresa dei suoi amici, il programma si installa con successo.
Il suo avatar in Brain Burst, Lime Bell, appare come una strega con un Armamento Avanzato simile a una grande campana, contenente un orologio, al posto dell'avambraccio sinistro. Il suo avatar è stato creato dal suo desiderio di tornare ai tempi in cui lei, Haru e Takumu avevano un'amicizia molto stretta. L'abilità speciale di Lime Bell è nota come "Citron Call", un'abilità di tipo curativo che può guarire completamente qualsiasi Duel Avatar miri. Tuttavia, nella battaglia finale contro Dusk Taker, Chiyuri rivela la vera abilità di Citron Call: portare l'obiettivo indietro nel tempo al momento in cui il danno non è mai esistito. Questo coinvolge anche le abilità speciali dell'obiettivo, come dimostrato da Lime Bell riportando indietro nel tempo Dusk Taker a quando non aveva ancora preso le ali di Silver Crow.
Lime Bell è il terzo avatar con un'abilità curativa che appare in Accel World. Poiché essi sono così rari, se la notizia trapelasse, un gran numero di giocatori si mobiliterebbe fino a Suginami per contendersela, arrivando perfino a scatenare delle guerre per farla passare dalla propria parte. I precedenti avatar curativi sono uno degli attuali re e un utilizzatore anonimo ormai ritiratosi, il quale, non riuscendo più a sopportare lo stress e le guerre in cui veniva coinvolto, disinstallò il programma per liberarsi.

### Aqua Current
Aqua Current (アクア・カレント?, Akua Karento)
Doppiata da: Kana Ueda
Associata all'elemento dell'acqua, Aqua Current (il cui vero nome è sconosciuto) è una Burst Linker che lavora come "bodyguard" di giocatori di livello 2 o inferiore nelle sfide a coppie. Inizialmente il suo sesso è sconosciuto. Dopo che Haru inciampa accidentalmente sulla sua borsa, sia lui che gli altri clienti nella sala da pranzo del loro luogo d'incontro la distinguono come femmina. Il suo avatar nella rete non accelerata è una donnola con occhiali e cravatta. Il suo duel avatar è Aqua Current, una massa d'acqua con una forma femminile che possiede proprietà d'acqua pura come essere un eccellente isolatore contro attacchi elettrici. Aqua Current ha una grande abilità ed esperienza, caratteristiche che confermano le voci secondo le quali aiutasse gli utilizzatori con Punti Burst pericolosamente bassi.
Aqua Current è stata una Burst Linker per molto tempo, ma si rifiuta di salire di livello per poter continuare il suo lavoro. In origine uno degli "Elementi" di livello 8 dei Nega Nebulus, Aqua Current cadde preda di un mostro nel Campo Illimitato che la ridusse al livello 1. Dopo la battaglia al fianco di Silver Crow, cancella i ricordi di Haru su di lei con la sua abilità del Sistema d'Incarnazione e la sua vera identità nel mondo reale rimane sconosciuta. Nel volume 12 salva Silver Crow da Argon Array e inizia un duello con lei.

### Altri membri
Oltre ad Aqua Current, vi sono altri quattro Burst Linker che erano al servizio di Black Lotus prima della sua scomparsa:
Fuuko Kurasaki (倉崎 楓子?, Kurasaki Fūko) / Sky Raker (スカイ・ レイカー?, Sukai Reikā)
Doppiata da: Aya Endō
Una Burst Linker "a riposo" associata all'elemento del vento. È anche il vice comandante dei Nega Nebulus. Sky Raker è il "genitore" di Ash Roller (colei che gli ha dato il Brain Burst) e l'unica persona in Accel World a cui questi mostri rispetto. Prima dell'esistenza di Silver Crow era conosciuta come "la persona più vicina al cielo nel Mondo Accelerato", ottenendo soprannomi come "Astro", "ICBM" e "Icarus". Divenne ossessionata dal desiderio di volare e a causa di ciò è stata abbandonata da quasi tutti i suoi amici e dal suo "genitore". Alla fine ottiene l'aiuto della sua unica amica rimasta e capo Black Lotus per raggiungere il livello 8. Avendo sfruttato numerose abilità di livello superiore per cercare di riuscire a volare, infine chiede a Black Lotus di tagliare le gambe del suo avatar per ridurne il peso e rafforzare la sua volontà. Viene presentata a Silver Crow da Ash Roller nel Campo Neutrale Illimitato per aiutarlo a controllare la sua forza di volontà e a usare il Sistema d'Incarnazione per volare anche senza le ali. Dopo averla incontrata nel mondo reale, Haru si accorge che ha delle gambe protesiche meccaniche. Sky Raker in seguito rientra nei Nega Nebulus prima della Corsa Verticale della Corda di Hermes.
Il suo avatar in Brain Burst appare come un robot blu argento modellato sulla se stessa del mondo reale, senza gambe al di sotto delle ginocchia e su una sedia a rotelle che muove tramite il Sistema d'Incarnazione. Sky Raker è uno dei pochi avatar in Brain Burst che indossa vestiti, nel suo caso un cappello e un abito estivi. Sky Raker possiede un Armamento Avanzato chiamato Gale Thruster, un jet pack che, pur non garantendo un'abilità di volo completa, permette di saltare a incredibili distanze e di spostarsi a mezz'aria. Presta il Gale Thruster ad Haru per aiutarlo a riprendersi le ali di Silver Crow.
Utai Shinomiya (四埜 宮謡?, Shinomiya Utai) / Ardor Maiden (アーダー・メイデン?)
Una Burst Linker di livello 7 associata all'elemento del fuoco. È un'alunna di quarta che frequenta la Scuola Elementare Matsunoki. Il suo avatar ha un aspetto simile a quello di una sacerdotessa giapponese e ha oggetti con attributi parassitari. Possiede anche una potente abilità ad ampia distanza del Sistema d'Incarnazione, ma richiede molto tempo per attivarla a causa della sua complessità.
Graphite Edge (グラファイト・エッジ?)
Un Burst Linker di livello 8 associato all'elemento della terra. Il suo vero nome e la sua posizione attuale sono un mistero. È uno spadaccino con l'Armamento Avanzato Spade Gemelle e le sue abilità nel combattimento ravvicinato sono uguali o addirittura superiori a quelle di Black Lotus, malgrado le sue difese siano deboli.

## Altre legioni ed organizzazioni

### Prominence (Legione Rossa)
Yuniko Kōzuki (上月 由仁子?, Kōzuki Yuniko) / Scarlet Rain (スカーレット・レイン?, Sukāretto Rein)
Doppiata da: Rina Hidaka
Studentessa della quinta elementare con una tempra ardente e un'intelligenza che nascondono la sua età, "Niko", come preferisce essere chiamata, è il secondo "Re Rosso" dopo la sconfitta di Red Rider. Inizialmente prova a farsi passare per Tomoko Saitou (サイトウトモコ?, Saitō Tomoko), la cugina di secondo grado di Haru, e irrompe in casa sua in modo da forzarlo ad accettare la sua richiesta. Il piano fallisce quando Haru guarda le foto di suo nonno e scopre che Niko non assomiglia per niente a Tomoko. Niko è stata abbandonata dai suoi genitori e frequenta un orfanotrofio. Mostra qualità da yandere, un momento prima molto dolce e affettuosa e quello subito dopo arrabbiata e scontrosa. È nata il 7 dicembre 2035. Yuniko ammette che anche lei vorrebbe salire fino al livello 10 e concludere così il gioco, ma ha paura che ciò possa causare la disinstallazione dall'Accel World senza più possibilità di tornarci.
Il suo avatar in Brain Burst è Scarlet Rain, un piccolo robot rosso con l'aspetto di una bambina, armato con una pistola laser che di solito tiene sull'anca. È l'attuale Re Rosso e il suo soprannome è "La Fortezza Immobile" grazie alla sua abilità speciale, che evoca il suo Armamento Avanzato, un'enorme unità d'artiglieria fissa con la quale si connette Scarlet Rain. Anche se non può muoversi ed è lenta a girarsi, l'unità d'artiglieria è attrezzata di decine di armi, con le quali ha abbastanza potenza di fuoco da tirare giù senza sforzo legioni di avversari da tutte le direzioni. Scarlet Rain possiede due abilità del Sistema d'Incarnazione: l'Over Ray, un attacco lanciafiamme, e l'abilità di teleportarsi a brevi distanze.
Mihaya Kakei (掛居 美早?, Kakei Mihaya) / Blood Leopard (ブラッド・レパード?, Buraddo Repādo)
Doppiata da: Ayako Kawasumi
Il vice comandante dei Prominence. Lavora come cameriera in un negozio di torte che funziona anche da base segreta dei Prominence. Di solito indossa l'indumento da lavoro e guida una motocicletta. Leopard, come preferisce essere chiamata, è fredda, insensibile e distante, anche se ha un senso dell'umorismo sarcastico. Il suo avatar in Brain Burst è di livello 6 ed ha l'abilità Shape Change. Il suo avatar non accelerato è un leopardo femmina antropomorfo dal pelo rosso che indossa una tuta in pelle. Sviluppa una rivalità con Sky Raker per ragioni sconosciute.
Cherry Rook (チェリー・ ルーク?, Cherī Rūku)
Doppiato da: Mikako Takahashi
Altresì noto come il quinto Chrome Disaster, Cherry Rook è un amico molto intimo di Yuniko che diventa il suo "genitore" dopo aver saputo della sua passione per i videogiochi. Dopo essere stato superato di livello da Yuniko ed aver saputo che si stava per trasferire di città, ha accettato l'Armamento Avanzato Armatura della Catastrofe da Yellow King. È stato sconfitto da Yuniko con il supporto dei Nega Nebulus usando il Judgement Blow. La sua sconfitta lascia l'Armatura del Disastro a Silver Crow, facendolo diventare alla fine il prossimo Chrome Disaster.
Red Rider (レッド· ライダー?, Reddo Raidā)
Doppiato da: Kenjirō Tsuda
Il Re Rosso originale, eliminato da Black Lotus prima degli eventi della serie. Le abilità di Red Rider sono sconosciute, anche se è implicito che ha avuto una relazione romantica con il Re Viola, Purple Thorn. Rider era un sostenitore della continuità del trattato di pace tra Re, cosa che ha portato Black Lotus a decapitarlo con la tecnica "Death by Embracing". In questo modo ha perso tutti i suoi Punti Burst e gli è stato disinstallato forzatamente il programma, facendo andare Black Lotus in esilio e mettendo in moto gli avvenimenti della serie.

### Crypt Cosmic Circus (Legione Gialla)
Yellow Radio (イエロー・レディオ?, Ierō Redio)
Doppiato da: Akira Ishida
Conosciuto anche come il Re Giallo o il "Disturbatore Radioattivo", Yellow Radio ha ottenuto l'Armatura della Catastrofe dopo la sconfitta del quarto Chrome Disaster. L'ha data a Cherry Rook con l'obiettivo che infrangesse il trattato di non-aggressione tra i re dandogli l'opportunità di avere il diritto "legale" di eliminare uno dei membri della legione Rossa, puntando infine su Scarlet Rain.
L'avatar in Brain Burst di Yellow Radio appare come un buffone di corte con lunghe braccia e uno scettro come arma. L'abilità speciale del suo avatar in Brain Burst è Futile Fortune Wheel, molto simile a un attacco illusionista. Il suo stile di combattimento si basa su illusioni e inganni.
Saxe Lauder (サックス・ローダー?, Sakkusu Rōdā)
Doppiato da: Hiroaki Tajiri
Uno dei Burst Linker che partecipa all'imboscata contro Scarlet Rain nel Campo Neutrale Illimitato.

### Great Wall (Legione Verde)
Green Grandee (グリーン・グランデ?, Gurīn Gurande)
Anche noto come il Re Verde, ha ottenuto il titolo "Invincibile" grazie alla sua difesa assoluta. Viene rivelato che ha guadagnato la maggior parte dei suoi Punti Burst sconfiggendo da solo "nemici" nel Campo Neutrale Illimitato. Ha perso alcune sfide unicamente a causa dello scadere del tempo. Ha assistito alla distruzione delle quattro generazioni di Chrome Disaster. Il suo grande scudo è uno dei Sette Archi, ovvero 'gamma' Il Conflitto. È anche uno degli Originatori.
Ash Roller (アッシュ・ローラー?, Asshyu Rōrā)
Doppiato da: Kenichi Suzumura
Primo avversario di Silver Crow e "figlio" di Sky Raker, di solito si rivolge a lei con "master". Ash Roller è rude, volgare e molto aggressivo tranne quando si trova in presenza di Sky Raker, dove adotta un atteggiamento di profondo rispetto. È stato il primo avversario di Silver Crow. La sua motocicletta, un Armamento Avanzato, è la sua arma primaria, mezzo di trasporto e fonte di forza. Senza di essa Ash Roller è impotente a tutti gli effetti.
Rin Kusakabe (日下部 綸?, Kusakabe Rin)
La vera identità della motocicletta di Ash Roller. È innamorata di Haruyuki da quando l'ha sconfitta nel loro ultimo duello e addirittura una volta si confessa a lui.

### Leoniz (Legione Blu)
Blue Knight (ブルー・ナイト?, Burū Naito)
Doppiato da: Takahiro Sakurai
Altresì noto come Re Blu, "Conquistatore", "Spada Santa" e "Uccisore Leggendario". La sua grande spada è uno dei Sette Archi, ovvero 'alpha' L'Impulso. Anche se è il Capo Legione originale di Cyan Pile, per qualche ragione decide di non applicare il Judgement Blow su di lui quando entra nei Nega Nebulus. È il miglior amico di Red Rider e anche uno degli Originatori.
Cobalt Blade (コバルト・ブレード?, Kobaruto Burēdo) / Manganese Blade (マンガン・ブレード?, Mangan Burēdo)
Doppiate da: Misato Fukuen e Kanako Kondō
Burst Linker gemelle di livello 7 che sono strette collaboratrici del Re Blu. I loro duel avatar hanno un aspetto da guerriere. Sono leali al Re Blu ed entrambe hanno una cotta per lui. In passato vennero umiliate da Sky Raker, la quale una volta le appese sulla cima dell'Ufficio Amministrativo di Tokyo.

### Auroral Oval (Legione Viola)
Purple Thorn (パープル・ソーン?, Pāpuru Sōn)
Doppiata da: Kaori Mizuhashi
Altresì nota come il Re Viola e "Imperatrice di Voltaggio". Era l'amante di Red Rider. Il suo bastone è uno dei Sette Archi, ovvero 'beta' La Tempesta.
Aster Vine (アスター・ヴァイン?, Asutā Vain)
È una stretta collaboratrice del Re Viola.

### Oscillatory Universe (Legione Bianca)
White Cosmos (ホワイト・コスモス?, Howaito Kosumosu)
Altresì nota come il Re Bianco ed Eternità Transitoria. White Cosmos è la sorella di un anno più grande di Kuroyukihime nel mondo reale e il suo "genitore" nel Mondo Accelerato. Il suo avatar in Brain Burst possiede un'abilità curativa ed è uno degli soli tre in Brain Burst con tale potere. Possiede anche uno dei Sette Archi ed è uno degli Originatori.
Con lo sviluppo della serie viene rivelata essere il capo del Gruppo di Ricerca d'Accelerazione. È anche colei che ha convinto Black Lotus per decapitare Red Rider.
Ivory Tower (アイボリー・タワー?, Aiborī Tawā)
Il rappresentante di White Cosmos durante gli incontri regi.

### Gruppo di Ricerca d'Accelerazione
Seiji Noumi (能美 征二?, Nōmi Seiji) / Dusk Taker (ダスク・ テイカー?, Dasuku Teikā)
Doppiato da: Sanae Kobayashi
Uno studente del primo anno della Scuola Media Umesato, un Burst Linker (anche se detesta il termine) e un membro del club di kendo che abusa del comando Physical Burst per barare. Noumi crede che sia superiore alle altre persone ed è talmente disgustato da quelli che ritiene "inferiori" a lui che si pulisce le mani con un fazzoletto se lo tocca qualcuno. Si scopre che Seiji Noumi fu vittima di bullismo da parte del fratello più grande che gli prendeva tutti i giocattoli e la paghetta ogni volta, compresa la sola ragazza che gli era stata amica. Il fratello di Seji lo obbligò in seguito a installarsi il Brain Burst per potersi servire di lui e di utilizzarlo per guadagnare rapidamente punti per diventare più forte. Minacciando di picchiarlo nel mondo reale. Il fratello maggiore non si accorse però che Seiji si adattò in fretta come Burst Linker in quella nuova dimensione e lentamente cominciò a racimolare punti rafforzandosi a sua insaputa. Diventato abbastanza forte, Seiji lo attirò nel mondo illimitato dove lo aggredì, vendicandosi dei suplizi subiti per causa sua negli anni, rubandogli tutte le abilità per poi torturarlo brutalmente e distruggerlo ogni volta che si rigenerava. Poiché si trovavano nel mondo illimitato, il dolore che Seiji gli fece provare fu due volte più intenso. Ormai con i punti ridotti quasi allo zero, il fratello implorò piangendo disperato a Seiji di risparmiarlo, non volendo perdere il Burst Linker. Seiji compiacendosi per la vendetta gli diede infine il colpo di grazia cancellandolo per sempre da quel mondo. Seiji afferma che Takumu Mayuzumi lo conoscesse, facendo presupporre che suo fratello più grande, apparteneva alla legione blu. Noumi ricatta Haruyuki e Chiyuri e ruba le ali di Silver Crow nel tentativo di costringerli a diventare i suoi "animali domestici". Alla fine viene ingannato da Chiyuri, che unisce temporaneamente le forze con lui solo per salire di livello abbastanza da perfezionare le sue abilità e far tornare le ali di Silver Crow al suo proprietario. Perde la battaglia a morte istantanea e il suo Brain Burst viene disinstallato forzatamente, cancellando tutti i suoi ricordi del programma e provando quindi la teoria di Kuroyukihime secondo la quale i Burst Linker che subiscono la disinstallazione del programma, perdono anche ogni ricordo di averlo mai avuto. Avendo perso i ricordi legati al gioco, Seiji sembra avere perso la sua indole cattiva e arrogante che aveva con gli altri diventando molto più tranquillo e socievole.
L'avatar di Noumi in Brain Burst, Dusk Taker, appare come un umanoide nero senza tratti distintivi con una grande sfera rossa al posto della faccia. Il suo avatar è stato creato dal suo desiderio di riprendersi tutte le cose che suo fratello maggiore gli aveva rubato. Anche se manca di abilità di combattimento significative, Dusk Taker ha un'abilità nota come "Demonic Command", il potere di rubare qualsiasi mossa finale, rinforzo esterno o abilità dagli altri Burst Linker. Questa abilità non ha un tempo limite, per cui Dusk Taker può possedere fino a tre abilità rubate per quanto desideri. Finché Dusk Taker possiede un'abilità, il Burst Linker da cui l'ha presa non sarà in grado di usarla. Usando questa abilità, è riuscito a includere parti di corpo e armi di altri Burst Linker nel suo avatar, come una grande arma a forbice al posto del braccio destro e una serie di tentacoli rossi come braccio sinistro. Dusk Taker può anche utilizzare il Sistema d'Incarnazione per creare degli artigli fatti di energia viola.
Rust Jigsaw (ラスト・ジグソー?, Rasuto Jigusō)
Doppiato da: Satoshi Hino
Un Burst Linker di livello 6 che posiziona trappole per respingere gli avatar di tipo corpo a corpo e li elimina con attacchi a lunga distanza. Utilizza il Sistema d'Incarnazione per arrugginire e corrodere i suoi bersagli. Come Dusk Taker, il suo nome non appare sulla lista di sfida grazie a un Brain Implant Chip attualmente vietato.
Sulfur Pot (サルファ・ポット?, Sarufa Potto)
Doppiato da: Nobuyuki Hiyama
Un Burst Linker che si infiltra ad Okinawa da Tokyo usando una backdoor. Sulfur Pot ha l'abilità di addomesticare i nemici con il suo Armamento Avanzato Mystical Reins, che in seguito perde quando viene sconfitto. L'oggetto finisce nelle mani di Black Lotus, un regalo da parte dei Burst Linker di Okinawa dai Burst Linker di Okinawa. Come Dusk Taker, il suo nome non appare sulla lista di sfida.
Wolfram Cerberus (ウルフラム・サーベラス?, Urufuramu Sāberasu)
Un Burst Linker di livello 1 con una tripla personalità. Sconfigge Silver Crow nel loro primo scontro. Ha cooperato con il gruppo per aiutare le sue personalità. Durante la seconda battaglia, perde poiché Silver Crow scopre la sua debolezza. Nella terza battaglia supera i propri errori, ma Silver Crow prende il sopravvento con la sua nuova mossa. Quando Argon Array interferisce e cestina Ash Roller nel processo, egli difende Silver Crow solo per poi essere spazzato via da lei.
Black Vise (ブラック・バイス?, Burakku Baisu)
Doppiato da: Nobuo Tobita
Un Burst Linker di livello 8, uno degli Originatori e il vice comandante del Gruppo di Ricerca d'Accelerazione. Ha l'abilità di nascondersi nell'ombra e un'abilità di decelerazione. Il corpo del suo avatar, composto da una serie di pannelli neri, è in grado di separare i pannelli per usarli come scudi e armi offensive.
Argon Array (アルゴン・アレイ?, Arugon Arei)
Una Burst Linker di livello 8, altresì nota come "l'Analista dai Quattro Occhi". Possiede un'abilità per vedere lo stato degli altri avatar.

### Altri giocatori
Crimson Kingbolt (クリムゾン・キングボルト?, Kurimuzon Kinguboruto)
Doppiato da: Tarusuke Shingaki
Un Burst Linker di livello 7 e un vecchio membro della Legione Rossa. Crimson Kingbolt si è trasferito a Okinawa tre anni prima dell'inizio della serie dopo che i suoi genitori divorziarono. È una matricola liceale, il "genitore" di Lagoon Dolphin e il "master" sia di sua "figlia" che di Coral Merrow. Impone due regole a Lagoon Dolphin e Coral Merrow: mai usare l'accelerazione per scopi egoistici e parlare del Mondo Accelerato soltanto ad altri Burst Linker. Il suo avatar in Brain Burst assomiglia a una vite ed ha l'abilità di evocare un Armamento Avanzato a forma di robot gigante chiamato "Mega-Machine Awakening", basato sulla quantità di metallo presente, che è simile in dimensioni e potenza a quello di Scarlet Rain. È un amico di Black Lotus, che lo chiama "Crikin".
Purple Thorn una volta gli propose di unirsi alla sua legione (anche se solo per il suo nome). Come notato da Black Lotus, il suo nome deriva da un tipo di vite.
Ruka Asato (安里琉花?, Asato Ruka) / Lagoon Dolphin (ラグーン・ドルフィン?, Ragūn Dorufin)
Doppiata da: Tamaki Nakanishi
Studentessa del secondo anno della Scuola Media Kube e Burst Linker di livello 5 di Okinawa, Lagoon Dolphin è il "genitore" di Coral Merrow e la "figlia" di Crimson Kingbolt. Di solito parla con un accento di Okinawa. Il suo avatar in Brain Burst ha l'abilità Shape Change, che lei chiama Modalità Marina, adottando una forma più adatta agli ambienti acquatici.
Mana Itosu (糸洲 真魚?, Itosu Mana) / Coral Merrow (コーラル・メロウ?, Cōraru Merou)
Doppiata da: Yūko Gibu
Studentessa del primo anno della Scuola Media Kube e Burst Linker di livello 4 di Okinawa, Coral Merrow è la "figlia" di Lagoon Dolphin. Come Lagoon Dolphin, pure il suo avatar in Brain Burst ha un'abilità Shape Change, che anche lei chiama Modalità Marina, con la quale può assumere l'aspetto di una sirena.
Nickel Doll (ニッケル・ドール?, Nikkeru Dōru)
Doppiata da: Harumi Sakurai
Uno dei Burst Linker contro cui si è battuto Silver Crow insieme ad Aqua Current. Utilizza i poli elettrici nelle sue mani per controllare il flusso di corrente elettrica.
Sand Duct (サンド・ダクト?, Sando Dakuto)
Doppiato da: Eiji Miyashita
Il compagno di Nickel Doll. Utilizza i condotti nelle sue mani per creare una tempesta di sabbia.
Chrome Disaster
E' un leggendario Burst Linker esistito sette anni prima, quando venne aperto Accel World, prima ancora che comparissero i sette re di colore puro. Chrome Disaster si presentò subito come un combattente spietato e crudele, usando le sue abilità instaurò una tirannia assoluta nell'Accel World, divenendo ufficialmente, il primo tiranno di quel mondo. I burst linker più forti di quel tempo non sopportando più le sue crudeltà si unirono per sconfiggerlo definitivamente. Dopo una ardua battaglia con enormi perdite, essi riuscirono infine ad avere la meglio. Prossimo alla cancellazione, Chrome in un grido, maledisse l'accel world, promettendo che sarebbe tornato sempre. Per motivi inspiegabili, la sua maledizione si avverò. Nonostante fosse stato cancellato dal mondo accelerato, una parte del suo equipaggiamento, rimase: l'armatura della catastrofe. Benché gli oggetti esterni, come pistole, spade (ecc.) dovessero essere solo oggetti inanimati, l'armatura della catastrofe possiede una volontà propria. Impossessandosi di uno dei Burst Linker che aveva contribuito a sconfiggerlo, prese infine possesso di lui, manipolando la sua mente in una notte, facendolo impazzire, diventando infine il secondo Chrome Disaster. Chi veniva posseduto dall'armatura della catastrofe, si trasforma nel nuovo Chrome Disaster, tramutandolo in una bestia spietata, crudele e violenta. Ogni volta l'aspetto cambia in quanto, l'armatura si adatta al nuovo avatar del giocatore. Prima della storia principale, ci furono quattro Chrome Disaster, l'ultimo venne affrontato e abbattuto dai nuovi regnanti; i Sette Re di Colore Puro. Ogni volta che nasce un Chrome Disaster viene seguito da centinaia di massacri dei burst linker. Nonostante il Chrome Disaster veniva distrutto, l'armatura continuava a persistere in cerca di nuove vittime. Il quinto Chrome Disaster comparso, è membro della legione rossa. Il nuovo re rosso chiede infine aiuto al re nero e Silver Crow per trovarlo e fermarlo definitivamente, proponendo come accordo che la legione rossa non interferirà nei loro affari. Dopo una ardua battaglia alla fine il quinto Chrome venne distrutto, ma infetta Silver Crow designandolo come sesto Chrome Disaster.

## Altri personaggi
Araya (荒谷?, Araya)
Doppiato da: Isshin Chiba
Un vecchio studente della Scuola Media Umesato. Aveva l'abitudine di fare il bullo con Haru prendendogli il pranzo fino a quando Kuroyukihime lo ha fatto espellere. Si vendica cercando di investirli entrambi, anche se riesce a ferire solo Kuroyukihime dato che questa è costretta ad usare il comando Physical Full Burst.
Megumi Wakamiya (若宮 恵?, Wakamiya Megumi) / Orchid Oracle (オーキッド・オラクル?, Ōkiddo Orakuru)
Doppiata da: Haruka Tomatsu
Una studentessa della Scuola Media Umesato e unica vera amica di Kuroyukihime prima che conoscesse Haru. È la segretaria del consiglio studentesco e una vecchia Burst Linker. Tuttavia quando ha perso il programma Brain Burst, ha anche perso tutti i ricordi di averlo mai avuto. Riacquista temporaneamente la memoria durante una gita scolastica a Okinawa, aiutando Black Lotus e i Burst Linker di Okinawa a sconfiggere Sulfur Pot utilizzando l'abilità del suo avatar di cambiare la fase dei paesaggi. Nutre un rancore di gelosia contro Haru.
Saya Arita (有田 沙耶?, Arita Saya)
Doppiata da: Mari Hagai
La madre di Haruyuki. Si è divorziata dal marito qualche anno prima dell'inizio della serie e spesso è assente a causa dei viaggi di lavoro, lasciando Haru a badare a se stesso.
Momoe Kurashima (倉嶋 百恵?, Kurashima Momoe)
La madre di Chiyuri. Ogni volta che si tiene una riunione a casa di Haruyuki, Chiyuri porta del cibo cucinato da Momoe per i membri della legione.